# Ľubotice
Ľubotice jsou obec na Slovensku v okrese Prešov. Patří k nim i místní část Šarišské Lúky. Žije zde přibližně 3 600 obyvatel.

## Dějiny
První písemná zmínka o obci pochází z roku 1298, kdy se nazývala Kellemes. Současný název obce pochází z roku 1948. V letech 1971–1990 byla obec součástí aglomerace města Prešova, jako jeho místní část. S Prešovem je v současnosti prakticky srostlá a v této části se nachází sídliště Pod Hájom i nově vybudovaný komplex nízkoenergetických domů Domy ve stráni.
Nová historie obce se začala psát až po administrativním oddělení od města Prešov. Byl opět zřízen obecní úřad, zvolen byl starosta i obecní zastupitelstvo.